# Cremosperma maculatum
Cremosperma maculatum là một loài thực vật có hoa trong họ Tai voi. Loài này được L.E.Skog mô tả khoa học đầu tiên năm 1978.